# Phillip J. Roth
Phillip J. Roth (* 10. Juni 1959 in Portland, Oregon) ist ein US-amerikanischer Filmproduzent, Drehbuchautor und Filmregisseur. 

## Leben
Roth begann seine Karriere im Filmgeschäft als Produzent und Drehbuchautor 1982 mit dem Film Breach of Contract. Sechs Jahre später folgte mit dem Actionfilm Bad Trip seine zweite Produktion, mit der er auch sein Debüt als Regisseur gab. Ab den 1990er Jahren trat er vor allem als Produzent von B-Filmen in Erscheinung, er war jedoch weiterhin bis zuletzt 2003 als Regisseur tätig, Drehbücher entwickelt er bis heute. Zu seinen bevorzugten Genres zählen vor allem Horror- und Science-Fiction-Filme. Sein Schaffen als Produzent umfasst mehr als 100 Produktionen für Film und Fernsehen. Als Regisseur inszenierte Roth 20 Filme. 
Roth ist in vierter Ehe verheiratet.
Phillip J. Roth wird auch unter den Namen Philip Roth; Phillip Roth; Paul Joshua Rubin und Paul Joshua Rubins gelistet.

## Filmografie (Auswahl)

### Produzent
- 1982: Breach of Contract
- 1988: Bad Trip
- 1994: Apex (A.P.E.X.)
- 1997: Darkdrive
- 2000: Escape Under Pressure (Under Pressure)
- 2000: Deep Core – Die Erde brennt (Deep Core)
- 2000: Daybreak – Katastrophe in L.A. (Daybreak)
- 2001: Falcon Down – Todesflug ins Eismeer (Falcon Down)
- 2001: Lost Voyage – Das Geisterschiff (Lost Voyage) (Fernsehfilm)
- 2002: Hypersonic (Hyper Sonic)
- 2003: Warnings – Die Zeichen sind da (Silent Warnings)
- 2004: Apokalypse Eis (Post Impact)
- 2004: Boa vs. Python
- 2005: Manticore – Blutige Krallen (Manticore)
- 2005: Spur der Verwüstung (Path of Destruction)
- 2006: Magma – Die Welt brennt (Magma: Volcanic Disaster)
- 2006: Der Gen Soldat (S.S. Doomtrooper)
- 2006: Basilisk – Der Schlangenkönig (Basilisk: The Serpent King) (Fernsehfilm)
- 2007: Gargoyles – Monster aus Stein (Reign of the Gargoyles)
- 2007: Lake Placid 2 (Fernsehfilm)
- 2008: Auf der Jagd nach der Monster Arche (Monster Ark) (Fernsehfilm)
- 2010: Lake Placid 3 (Fernsehfilm)
- 2011: Red Faction – Die Rebellen (Red Faction: Origins)
- 2011: Rage of the Yeti – Gefährliche Schatzsuche (Rage of the Yeti)
- 2012: Lake Placid 4 (Lake Placid: The Final Chapter, Fernsehfilm)
- 2012: Wrong Turn 5: Bloodlines
- 2013: Company of Heroes
- 2013: Robocroc (Fernsehfilm)
- 2014: Jarhead 2 – Zurück in die Hölle (Jarhead 2: Field of Fire)
- 2014: Wrong Turn 6: Last Resort
- 2014: Sniper: Legacy
- 2015: Roboshark (Fernsehfilm)
- 2015: Lake Placid vs. Anaconda (Fernsehfilm)
- 2016: Sniper: Ghost Shooter
- 2016: Jarhead 3 – Die Belagerung (Jarhead 3: The Siege)
- 2019: Doom: Die Vernichtung (Doom: Annihilation)
- 2019: Jarhead: Law of Return
- 2019: Doom: Die Vernichtung (Doom: Annihilation)
- 2019–2020: Pandora (Fernsehserie)

### Drehbuchautor
- 1982: Breach of Contract
- 1988: Bad Trip
- 1990: Fatal Revenge
- 1994: Apex
- 1997: Darkdrive
- 1999: Alien Interceptors (Alien Interceptors)
- 2000: Deep Core – Die Erde brennt
- 2000: Torus – Das Geheimnis aus einer anderen Welt (Epoch)
- 2001: Falcon Down – Todesflug ins Eismeer
- 2001: Mindstorm
- 2002: Hypersonic

### Regisseur
- 1988: Bad Trip
- 1990: Fatal Revenge
- 1994: Apex
- 1997: Darkdrive
- 1999: Alien Interceptors
- 2001: Falcon Down – Todesflug ins Eismeer
- 2001: New Alcatraz
- 2002: Hypersonic